# Onychodystrophie
L'onychodystrophie est un trouble du développement de la croissance des ongles. On peut la retrouver chez les danseurs, en raison des micro-traumatismes causés par la pratique de la danse classique. Elle peut également survenir en cas d'irritation chronique, d'allergie, d'onychomycose ou de psoriasis, par exemple.

## Traitement
Il faut consulter un médecin et faire examiner son ongle pour éviter une déformation définitive.